# IBM Cloud Video
IBM Cloud Video, precedentemente Ustream, è un sito in lingua inglese nato a marzo 2007 che consiste in una rete di diversi canali che forniscono una piattaforma per la trasmissione di video in diretta via web. Fu fondato da John Ham, Brad Hunstable e Gyula Feher.
Il sito ha oltre 2 milioni di utenti registrati che generano oltre 1.500.000 di ore di video in diretta per mese con oltre 10 milioni di hit unici per mese.
Durante il 2008 per le elezioni presidenziali statunitensi, il sito è stato usato pressoché da tutti i principali candidati per aiutare la loro campagna elettorale. Viene inoltre quotidianamente utilizzato dal Movimento 5 Stelle.
Ustream ha un servizio base gratuito dal quale il sito ricava guadagno tramite pubblicità, e un servizio a pagamento.